# برايان ستيفنز
برايان ستيفنز (22 أغسطس 1942 في الهند - ) (بالإنجليزية: Brian Stevens)‏ هو لاعب كريكت بريطاني. لعب مع Berkshire County Cricket Club ‏ ونادي الكريكت في جامعة أكسفورد ‏.

## وصلات خارجية
- برايان ستيفنز على موقع إي آس بي آن كريك إنفو (الإنجليزية)